# جنگ دوم گوریو–خیتان
جنگ دوم گوریو-خیتان جنگی در قرن ۱۱ میلادی میان پادشاهی گوریو و خیتان بود که در مرز امروز جمهوری خلق چین و کره شمالی به وقوع پیوست. این دومین مرحله از جنگ‌های گوریو و خیتان بود که مرحله سوم آن در ۱۰۱۸ میلادی رخ داد.